# Список об'єктів, названих на честь Джорджа Буля
Наступне було названо на честь Джорджа Буля (англ. George Boole; 1815—1864) — британського математика і філософа:
- Булева алгебра
- Булева алгебра з двома елементами
- Булева логіка
- Булева множина
- Булева функція
- Булеве кільце
- Булевий тип даних
- Проблема трійок Буля-Піфагора
- 17734 Буль — астероїд головного поясу
- Буль (лат. Boole) — стародавній великий метеоритний кратер, розташований у північно-західній частині видимого боку Місяця.